# Ciechno (przystanek kolejowy)
Ciechno – były przystanek osobowy w Polsce, w województwie zachodniopomorskim, w powiecie goleniowskim, w gminie Goleniów. Położony był na linii kolejowej numer 424. Przystanek obsługiwał dwie dzielnice Goleniowa (Ciechno i Helenów). 